# Бергамаска
Бергама́ска (итал. bergamasca; также варианты написания bergamask, bergomask, bergamesca) — старинный итальянский танец, распространённый в обиходе крестьян Северной Италии XVI—XVII веков. Название танца естественным образом произошло от названия местности — города Бергамо и одноимённой провинции.

## Характерные черты
Как правило, в каждой итальянской провинции есть (или был) свой самобытный, уникальный танец, — своеобразная визитная карточка местности и проживающего там населения. В провинции Бергамо в XVI-XVII веках такую функцию выполняла бергамаска — оживлённый и очень энергичный танец, часто сопровождаемый мелодией весёлого и энергичного характера. Музыка танца — чёткая, ритмичная, в четырёхдольном размере, с чётким разделением на восьмитактовые периоды и неизменным повторением гармонической последовательности I – IV – V – I, часто служившей основой для вариаций (или импровизаций) на basso ostinato.

## История танца
Несмотря на то, что бергамаска никогда не была придворным танцем, тем не менее, она приобрела невероятную популярность у всех сословий не только по всей Италии, но и в прочих западноевропейских странах – Англии, Франции, Германии. Например, в Англии этот «далёкий» танец был известен уже в XVI веке. Документальное свидетельство этого исторического факта мы находим в пьесе Уильяма Шекспира, комедии «Сон в летнюю ночь» (1594-96 г.): заключительный танец первой сцены пятого акта – бергамаска. А на королевских балах Франции этот жизнерадостный танец с большим энтузиазмом отплясывал Людовик XIII.
Вокальную разновидность бергамаски с несложными стихами можно обнаружить в третьей книге справочника народных песен «Villote del Fiore», собранного итальянским певцом и композитором XVI века Филиппо Адзайоло.
Начиная с середины XVII века, бергамаска как обиходный танец начинает выходить из употребления и постепенно уходит в инструментальную музыку, как хара́ктерный и эксцентричный итальянский жанр.

## Бергамаска в инструментальной музыке

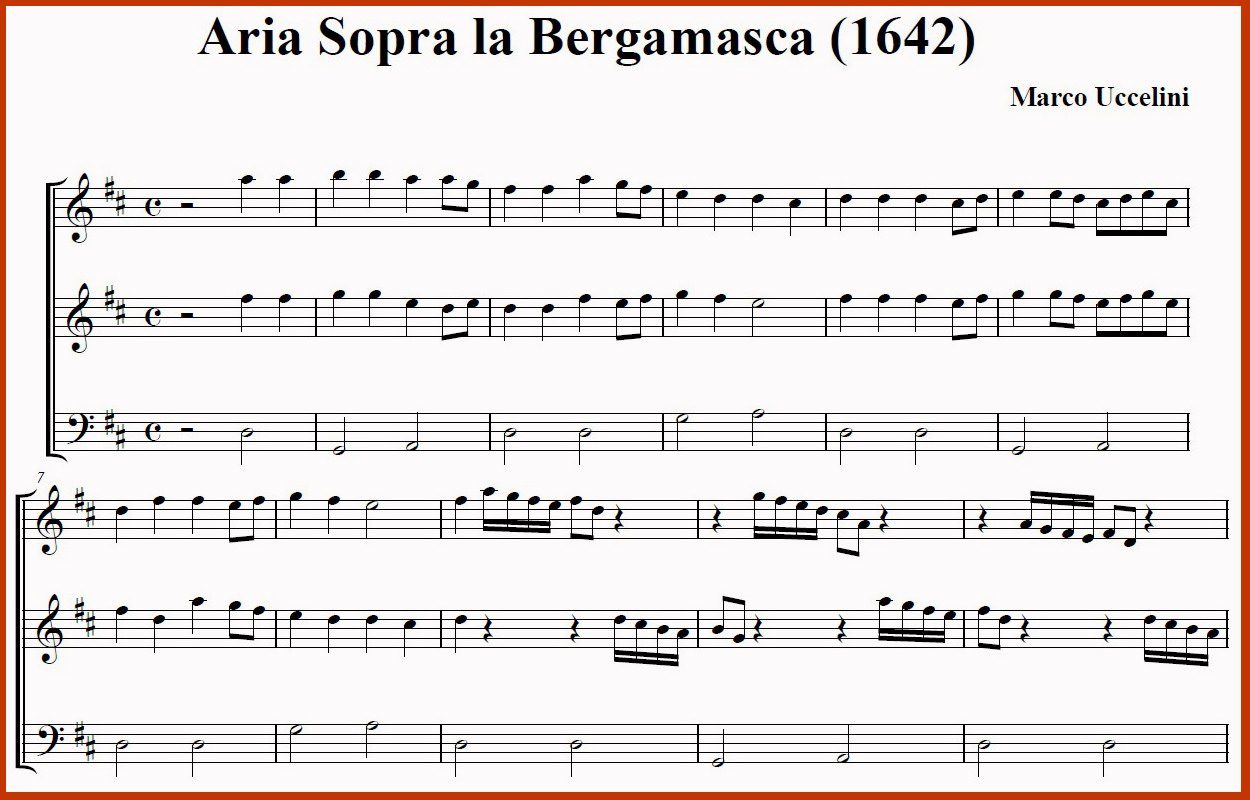
Марко Учеллини (1603/10—1680)
«Ария сопра ла Бергамаска» (1642)

Первые упоминания об инструментальных бергамасках мы находим в исследовательских работах Гуго Римана. Первые образцы использования формы бергамаски он обнаружил в творческом наследии композиторов эпохи раннего барокко, например, в двух и трёхголосных сонатах: Марко Учеллини (Aria Sopra la Bergamasca, 1642), партитурах Саломоне Росси (Sonata sopra la Bergamasca) и Самуэля Шейдта (Canzon «Bergamasca»). Также бергамаску можно встретить среди сочинений Джироламо Фрескобальди (Bergamasca dai Fiori Musicali). Всё это были преимущественно пьесы полифонического склада с разнообразными вариациями на basso ostinato.

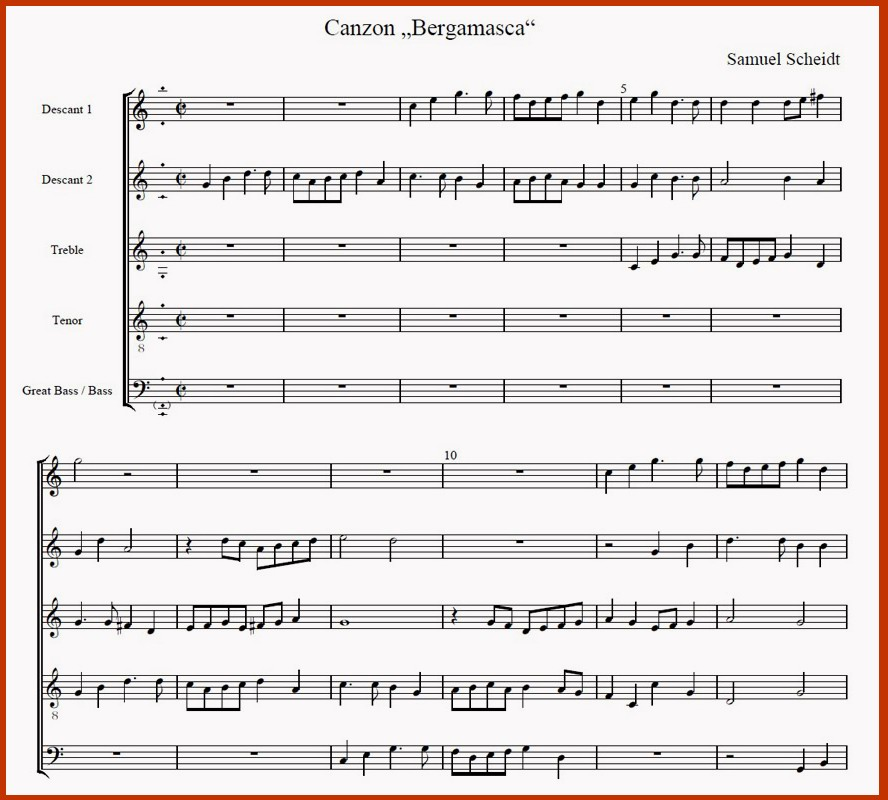
Самуэль Шейдт (1587—1654)
Канцона «Бергамаска»

В конце XVII–начале XVIII века к жанру бергамаски не раз обращался Дитрих Букстехуде и, чуть позднее, И.С. Бах. Например, в заключительной части Гольдберг-вариаций, в Quodlibet, Бах использует мелодию немецкой народной песни «Kraut und Rüben haben mich vertrieben», своими интонациями напоминающую бергамаску.

В XIX веке появилась новая «бергамаска», на первый взгляд никак не связанная со старинной. Она, подобно тарантелле, исполнялась в размере 6/8, в быстром темпе и с характе́рным акцентом на второй половине такта. Именно эту, модифицированную, форму танца использовал композитор XIX века Альфредо Пиатти в своей виртуозной пьесе «La Bergamasca» для виолончели с фортепиано, Op. 14.
В конце XIX века, в 1890 году, Клод Дебюсси написал свою знаменитую «Бергамасскую сюиту» для фортепиано. Хотя в сюите нет прямого «упоминания» или цитирования бергамаски в её исконном мелодическом или структурном виде, в ней, тем не менее, присутствуют импрессионистские образы и впечатления композитора от живописных окрестностей Бергамо.